# ルクレティア (レンブラント、ワシントン・ナショナル・ギャラリー)

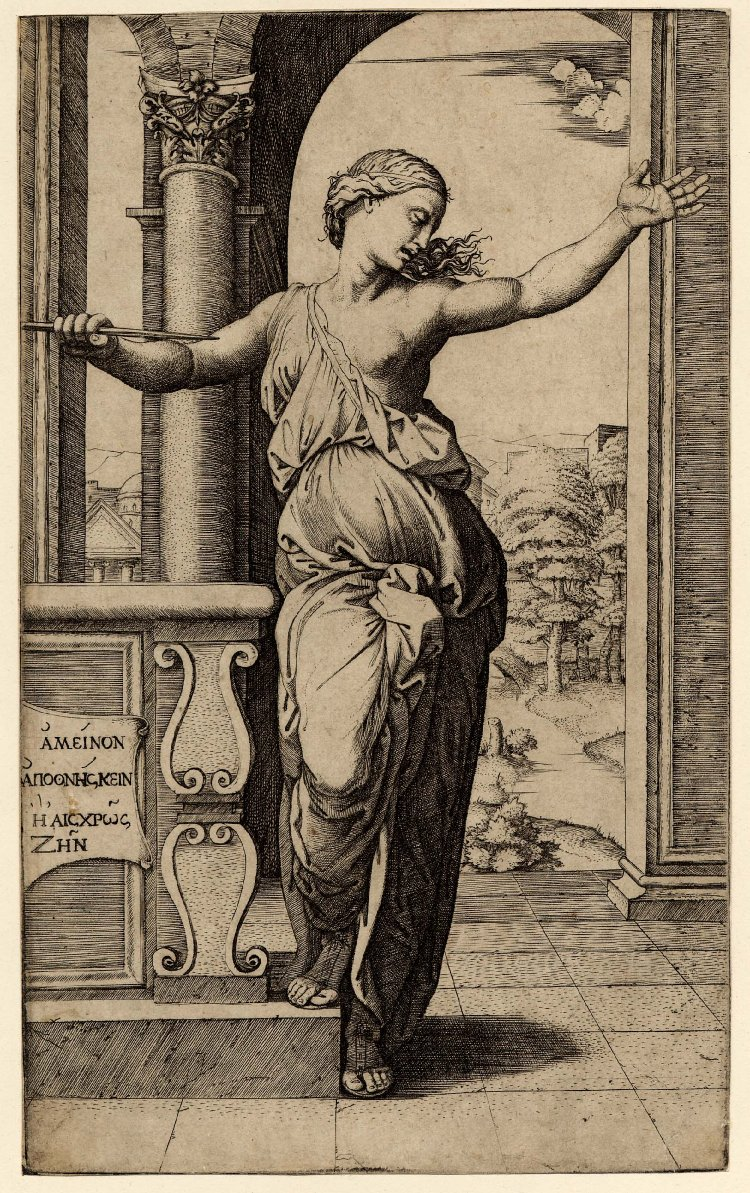
ラファエロ・サンツィオのルクレティアの図案に基づくマルカントニオ・ライモンディのエングレーヴィング『ルクレティア』。

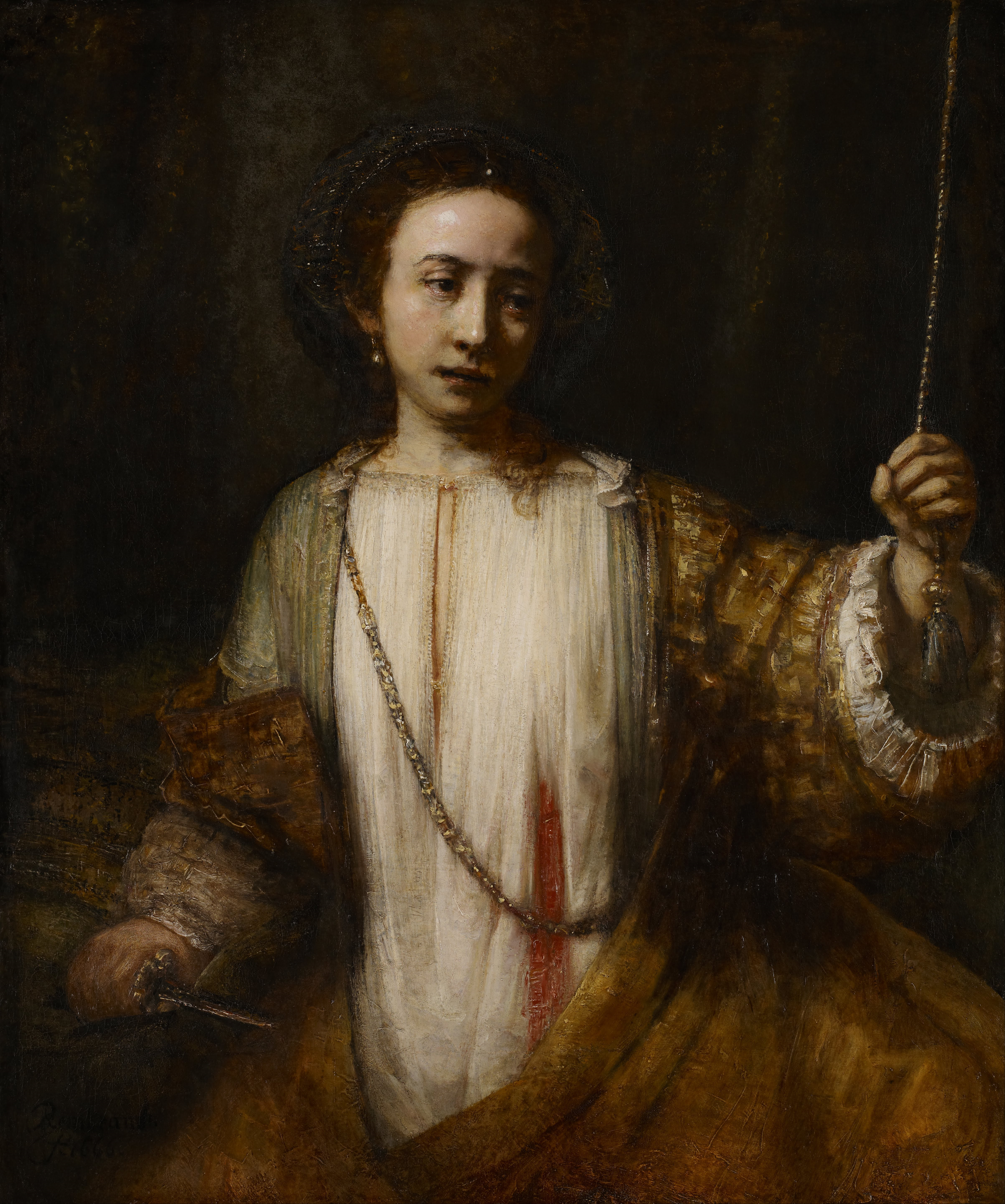
1666年のミネアポリス美術館所蔵のバージョン。

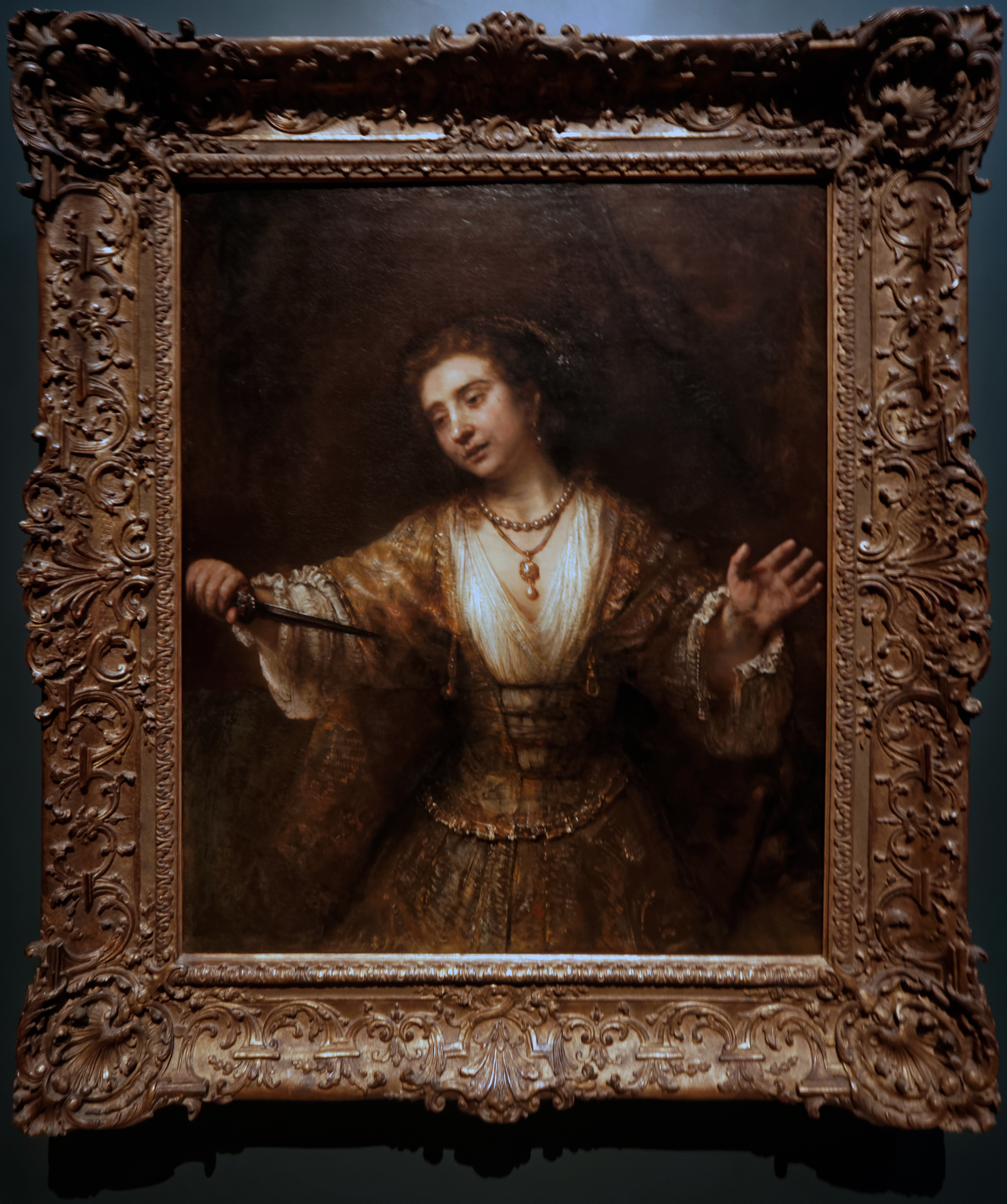
額縁。

『ルクレティア』（蘭: Lucretia, 英: Lucretia）は、オランダ黄金時代の巨匠レンブラント・ファン・レインが1664年に制作した絵画である。油彩。主題は古代ローマの伝説に登場する、貞節で名高い女性ルクレティアから採られている。晩年に描かれた3点の『ルクレティア』のうちの1つであり、そのうち2点が現存している。ロシアの大富豪パーヴェル・パヴロヴィチ・デミドフ、アメリカ合衆国財務長官アンドリュー・メロンのコレクションに属したのち、現在はワシントンD.C.のワシントン・ナショナル・ギャラリーに所蔵されている。またミネアポリス美術館に1666年のバージョンが所蔵されている。

## 主題
オウィディウスの『祭暦』やリウィウスの『ローマ建国史』によると、ルクレティアは王政ローマ時代の伝説的な女性で、ルキウス・タルクィニウス・コッラティヌスの貞淑な妻であった。彼女の夫コッラティヌスはアルデアを攻略しようとするローマ軍の戦列に加わったが、ある夜、コッラティヌスは王子セクストゥス・タルクィニウスらとたがいの妻の自慢話をするうちに、戦場を抜け出して妻たちの貞淑を確かめることになった。彼らが連れ立ってたがいの妻を盗み見ると、他の妻たちが夫のいない間に宴会を楽しんでいるのに対し、ルクレティアだけは貞淑に家を守っていた。これを見たセクストゥス・タルクィニウスはルクレティアに恋をし、数日後ルクレティアを訪れ、剣で脅して関係を強要した。ルクレティアは剣による脅しに屈しなかったが、姦通の最中に殺されたと悪評が立つように、男の奴隷とともに殺してやるという脅しには耐えられなかった。セクストゥス・タルクィニウスが去るとルクレティアは父と夫を呼び出し、すべてを話した後に短剣を胸に突き刺して自殺した。この事件をきっかけに王政は打倒され、共和政に移行したと伝えられている。

## 作品
自殺する直前のルクレティアは両腕を広げて立っている。ルクレティアは身体を鑑賞者の方に向けているが、彼女自身は右手に握った鋭い短剣を見つめており、あたかも彼女の一部が自殺行為に抵抗するかのようにルクレティアは左手を右手と同じ高さに上げ、掌を鑑賞者の側に向けている。レンブラントが描いているのは自殺直前のルクレティアの苦悩である。その自殺の瞬間の緊張により、生命と名誉のいずれかを選ばざるを得ない女の道徳的ジレンマを痛切に捉え、ルクレティアの深い悲しみと運命に対する諦めを呼び起こしている。
ルクレティアは黄金のダイアデム、真珠のイヤリングとネックレス、ティアドロップの真珠が吊り下げられた金のペンダントで身を飾っている。広げた両肩から腕にかけてケープで覆うことで、金色のドレスの華やかさを増加させている。このようにレンブラントは、ルクレティアを豪華な服装を身にまとわせることで、彼女の優雅さと痛切な身振りおよび表情との間にコントラストを展開し、彼女の悲劇性を強化している。
またレンブラントはキアロスクーロ（明暗法）を用いて自殺直前の場面を巧みに強調している。光は画面の正面ではなく左側から差し込んで、ルクレティアの頭部、右腕、肩に当たり、右手に握られた短剣は白い袖口のあたりで光を受けている。右腕に対して左腕は陰影に包まれているが左手は光を捉えている。このように場面の心理的および肉体的な緊張を強化することで、物語の劇的要因を高めている。
絵具の剥がれは少なく、保存状態は良好である。時間の経過とともにいくつかのペンティメントが見えるようになっている。最終バージョン以前の短剣は3.5センチ長く、右袖に変更が加えられている。ドレスと白いブラウスを横切る筆の跡は、ネックラインの変更を示唆している。
1985年に修復が行われ、変色した厚いワニスと過去の修復画が除去された。
画面左に署名と制作年が記されている。

### 図像的源泉
ルクレティアの物語の図像的表現は、伝説の様々な場面を組み合わせたもの、セクストゥス・タルクィニウスの悪行を描いた劇的な場面、そしてルクレティアが自殺する場面の3種類に分類できる。自殺直前のルクレティアを描いた本作品は最後に属している。
図像的源泉としては、ルネサンス期の巨匠ラファエロ・サンツィオによるルクレティアの図案をもとにした、マルカントニオ・ライモンディのエングレーヴィング『ルクレティア』（Lucretia）が指摘されている。しかしラファエロとライモンディのルクレティアは理想化された彫像のような人物像であるため、感情を喚起するレンブラントのルクレティアとは距離がある。そこにはイメージの本質的な変化があるため、ラファエロとライモンディの影響があるとするならば、それは表面的なものであることを意味している。
実のところ、レンブラントにより近いのは、ルクレティアがゆったりとしたローブに身を包み、短剣を胸に突き刺す直前の瞬間を表した、ヴェネツィア派の巨匠ティツィアーノ・ヴェチェッリオとその一派によるルクレティアの半身像の描写である。1650年代にブリュッセルの大公レオポルト・ヴィルヘルム・フォン・エスターライヒはティツィアーノやパオロ・ヴェロネーゼの絵画を数多く所有しており、その中にはヴェネツィア派が描いたルクレティアもいくつか含まれていた。そのため、ヴェネツィア絵画に強い影響を受けていた晩年のレンブラントがそうしたルクレティアの描写を知っていた可能性がある。
少なくともレンブラントは、ヴェネツィア派のルクレティアと同様の半身像の構図を持つティツィアーノの『フローラ』を知っており、この絵画を1640年代と1650年代に自身の絵画の基礎として使用している。実際に本作品におけるルクレティアの頭部とフローラの頭部の配置の類似性は、『フローラ』が1660年代半ばまでレンブラントに影響を与え続けたことを示唆している。もっとも、ヴェネツィア絵画がレンブラントに豊富な絵画的効果と象徴的な構図の材料を提供したとしても、ルクレティアの心理的描写は完全にレンブラントのオリジナルである。

### 絵画技法
レンブラントの後期の作品群の特徴である、自由奔放な演出、豊かな色彩、キアロスクーロの印象的な使用、象徴的な構図の構造は、作品に力強さを付与している。『ルクレティア』では、レンブラントの後期の様式のすべての要素がはっきり現れている。本作品で特に注目されるのは、ルクレティアの対称的かつ静的なポーズを動的なポーズに変換するため、キアロスクーロを使用していることである。
レンブラントは幅広い技法を使用している。レンブラントは連続する絵具層を用いることで、ルクレティアの顔を緻密に形作っている。頬の下やあごの影の部分を形作るソフトラベンダーなどの一部の絵具層は非常に滑らかである。頬骨を際立たせるピンクやオレンジ、鼻や額の黄色がかった白色に近い部分などは、より力強く塗っている。目、鼻、口は広く描かれているが、それらの細部にはほとんど関心を払っておらず、代わりに赤錆色の絵具の巧みな筆致でそれらを誇張し、アクセントをつけた。上唇は黄土色の絵具を大胆に塗り、左上端の輪郭を明瞭に示している。レンブラントは、ルクレティアを横切って落ちる光の遊びに応じて、彼女のケープとドレスの描法を変化させた。光が彼女の右腕に当たるところに、黄色、白、赤、サーモンピンクの絵具を豊富に混ぜ合わせて金色の色調を投げかけた。肩の最も明るい部分の下には、最初にライトグレーの絵具層を配置することで絵具に明るさを加えている。
陰影のある左袖では、下塗りを濃い茶色と赤茶色の絵具層で覆うことで袖の色調を形成し、その上に乾いた絵筆で、黄色、緑がかった黄色、赤、および白のハイライトを塗っている。袖の一部を覆う一連の黒いストロークでは、絵筆だけでなくパレットナイフも使用している。レンブラントは左袖の白色の箇所でパレットナイフをさらに頻繁に使用している。ここでレンブラントは、素材の透明性を示唆するために、下にある茶色の層にやや乾いた絵具を塗った。
ルクレティアの腰の近くのドレスではより広範囲にパレットナイフを使用しており、明るい黄土色の絵具をパレットナイフで広げ、布地の明るい特徴を示唆している。ドレスのこの部分の処理は左袖と似ており、下層にある暗褐色の絵具が全体的な色調の重要な要素になっている。

## 解釈

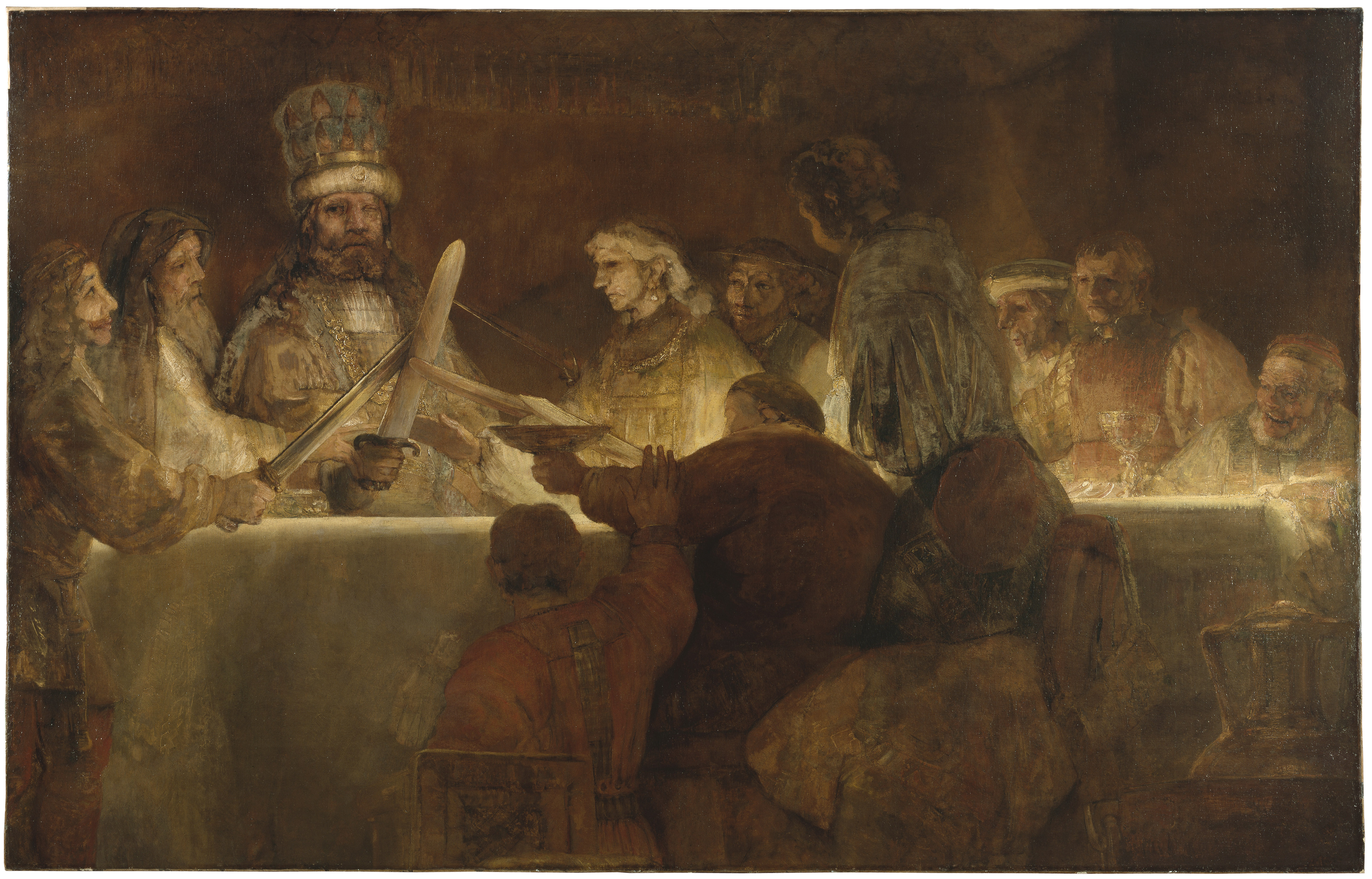
レンブラントの1661年の絵画『クラウディウス・キウィリスのもとでのバタウィ族の謀議』。スウェーデン国立美術館所蔵。

美術史家ゲイリー・シュワルツは、絵画に政治的な意味合いがあることを示唆している。ルクレティアは自殺によって共和政ローマの樹立を促したことから、特に愛国心の象徴と見なされた。アムステルダムの市長ヨアン・ハイドコーパー（Joan Huydecoper）が所有したホーファールト・フリンクのルクレティアについて、詩人ヤン・フォスは1660年の詩で「（彼女の血の）赤インクで彼女は自由の定義を記している」と書いており、そうした属性がレンブラントの時代にルクレティアに関連づけられていた。したがって、レンブラントは1661年にアムステルダム市庁舎のために制作した絵画『クラウディウス・キウィリスのもとでのバタウィ族の謀議』（De samenzwering van de Bataven onder Claudius Civilis）における反乱の指導者ガイウス・ユリウス・キウィリスのように、1660年頃のオランダと古代ローマの共和制の類似点において、寓意的な重要性をルクレティアについても想定していた可能性がある。
これに対して、レンブラントの経験が1664年の『ルクレティア』に反映されていると見なす解釈もある。ヘルハルドゥス・クヌッテル（Gerhardus Knuttel Wzn）は『ルクレティア』の前年にレンブラントの仕事仲間であり、若い愛人のヘンドリッキエ・ストッフォルドが死去しており、ヘンドリッキエを亡くしたレンブラントにとってルクレティアが心理的カタルシスとして機能したと考えた。1654年以降、ヘンドリッキエはレンブラントと同居していたが、前妻サスキア・ファン・オイレンブルフの遺言によりレンブラントと結婚することができなかったため、オランダ改革派教会から公然と非難された。ルクレティアの夫への忠実さの結果として受けた怒りと、ヘンドリッキエのレンブラントへの献身の結果として受けた怒りとの間には類似点があり、ルクレティアがヘンドリッキエに似ていることはこの仮説を補強している。

## 来歴

アメリカ合衆国財務長官を務めていた頃のアンドリュー・メロン。1925年撮影。

絵画の制作経緯や発注主、初期の来歴の大部分は不明である。『ルクレティア』が最初に記録されたのは19世紀のパリであり、1825年に銀行家・美術コレクターのジャン＝ジョセフ＝ピエール＝オーギュスタン・ラペイリエールがルブラン画廊（Galerie Le Brun）で売却している。絵画は翌年、ロンドンのオークション・ハウス、フィリップスに現れ、マイケル・M・ザカリー（Michael M. Zachary）が購入した。彼は1828年に同じくフィリップスを通じて絵画を売却した。購入者は肖像画家トーマス・ローレンス卿であり、ローレンスは古典学者ヒュー・アンドリュー・ジョンストーン・マンローと、マンロー家が所有するスコットランド、ロスシャーの、エバントン近郊のノヴァ・ハウスのために購入した。しかし絵画はマンロー家に長く留まることはなく、1830年に売却され、ロシアの大富豪でフィレンツェの第2代サン・ドナート公爵のパーヴェル・パヴロヴィチ・デミドフの手に渡った。その後、絵画は半世紀の間フィレンツェにあり、1880年の3月15日から4月10日にかけて、デミドフの邸宅で催された競売で売却された。絵画はパリの美術商レオン・ゴーシュが購入し、少なくとも1893年まで彼のもとにあった。その後、絵画は美術商レオ・ナダルス、マサチューセッツ州フォールリバーの実業家マシュー・ボーデン、アムステルダムの実業家アウグスト・ヤンセン、オランダの美術商ジャック・ハウトスティッカー、デンマークの実業家・美術コレクターであるハーマン・ハイルブース（Hermann Heilbuth）などに所有された。最終的にニューヨークのエーリッヒ・ブラザーズ（Ehrich Brothers）を経て、1921年11月に、銀行家・実業家・美術コレクターであり、当時アメリカ合衆国財務長官を務めていたアンドリュー・メロンによって購入された。そして1934年12月28日にピッツバーグのアンドリュー・メロン教育慈善信託（The A.W. Mellon Educational and Charitable Trust）に譲渡されたのち、1937年にナショナル・ギャラリーに寄贈された。

## 別のバージョン
レンブラントは晩年、本作品を含む3点のルクレティアを描いた。そのうち最も初期の作品は現存しておらず、1658年に作成された画家アブラハム・ヴァイス（Abraham Wijs）とサラ・デ・ポッター（Sara de Potter）の財産目録によって知られている。ミネアポリス美術館のバージョンでは、レンブラントは自分を刺した直後のルクレティアを描いており、彼女の衣服はすでに致命傷による血で赤く染まっている。本作品とミネアポリス版は構図や絵画的性質が類似しているだけでなく、本作品がルクレティアの自殺直前の感情を探求しているのに対し、ミネアポリス版が自殺の行動直後のルクレティアの感情を探求しているため、たがいに補完し合う関係にある。しかしそれにもかかわらず、両絵画は対作品として考えられていない。両作品のモデルは異なっており、またローブと宝飾品のタイプは似ているものの、同一ではない。

## ギャラリー

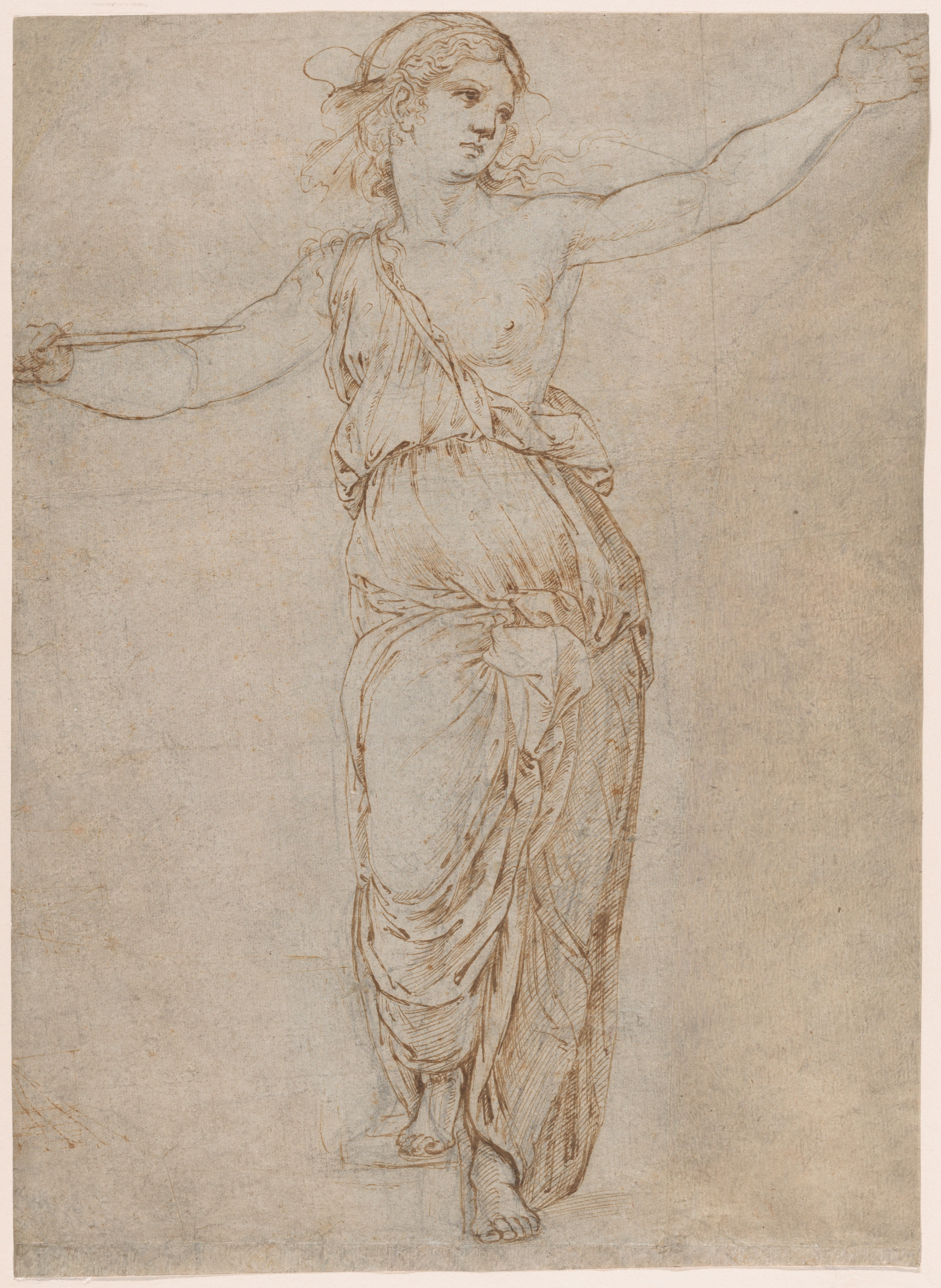
ラファエロ・サンツィオの素描『ルクレティア』1508年–1510年 メトロポリタン美術館所蔵
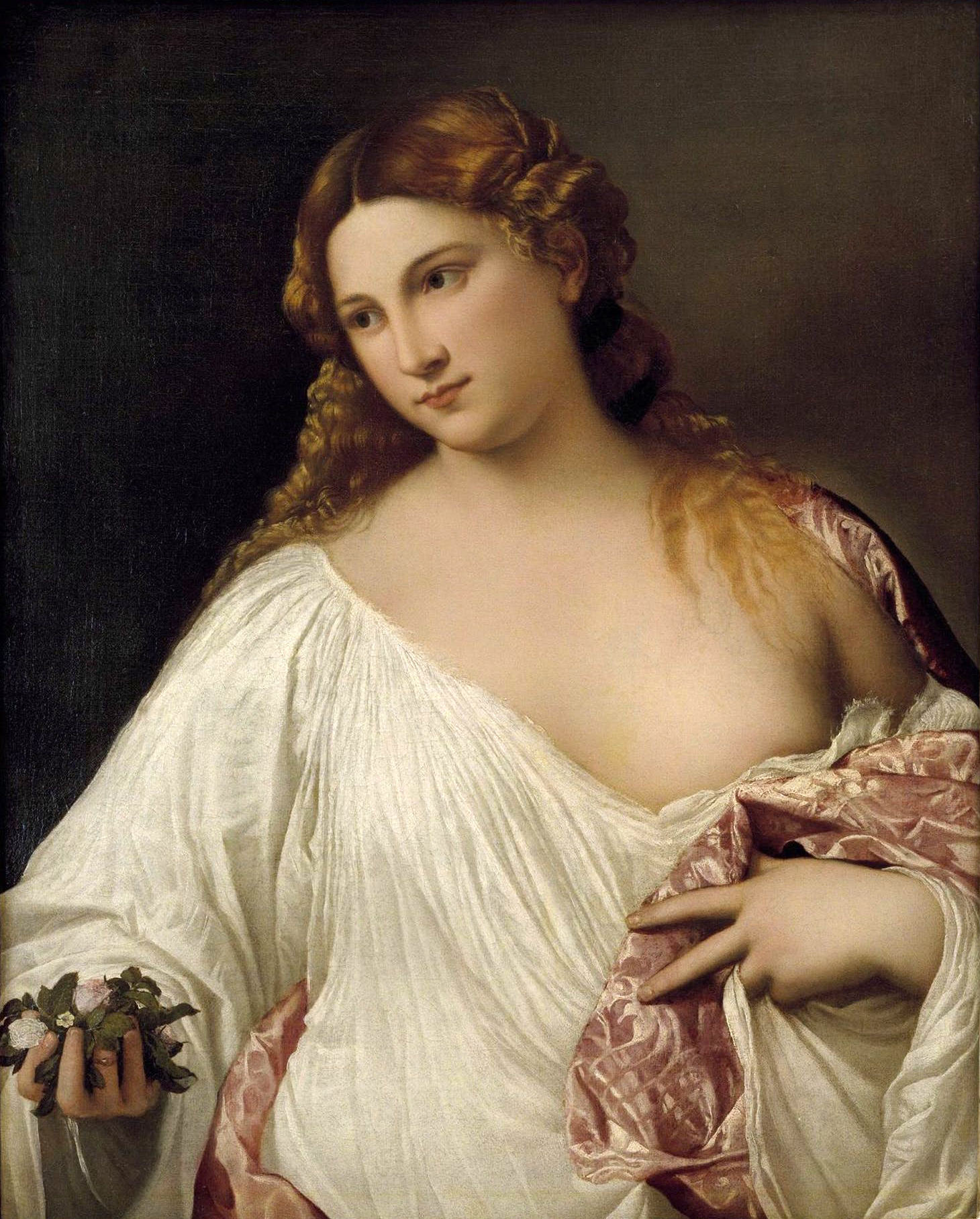
ティツィアーノ・ヴェチェッリオ『フローラ』1515年-1520年頃 ウフィツィ美術館所蔵
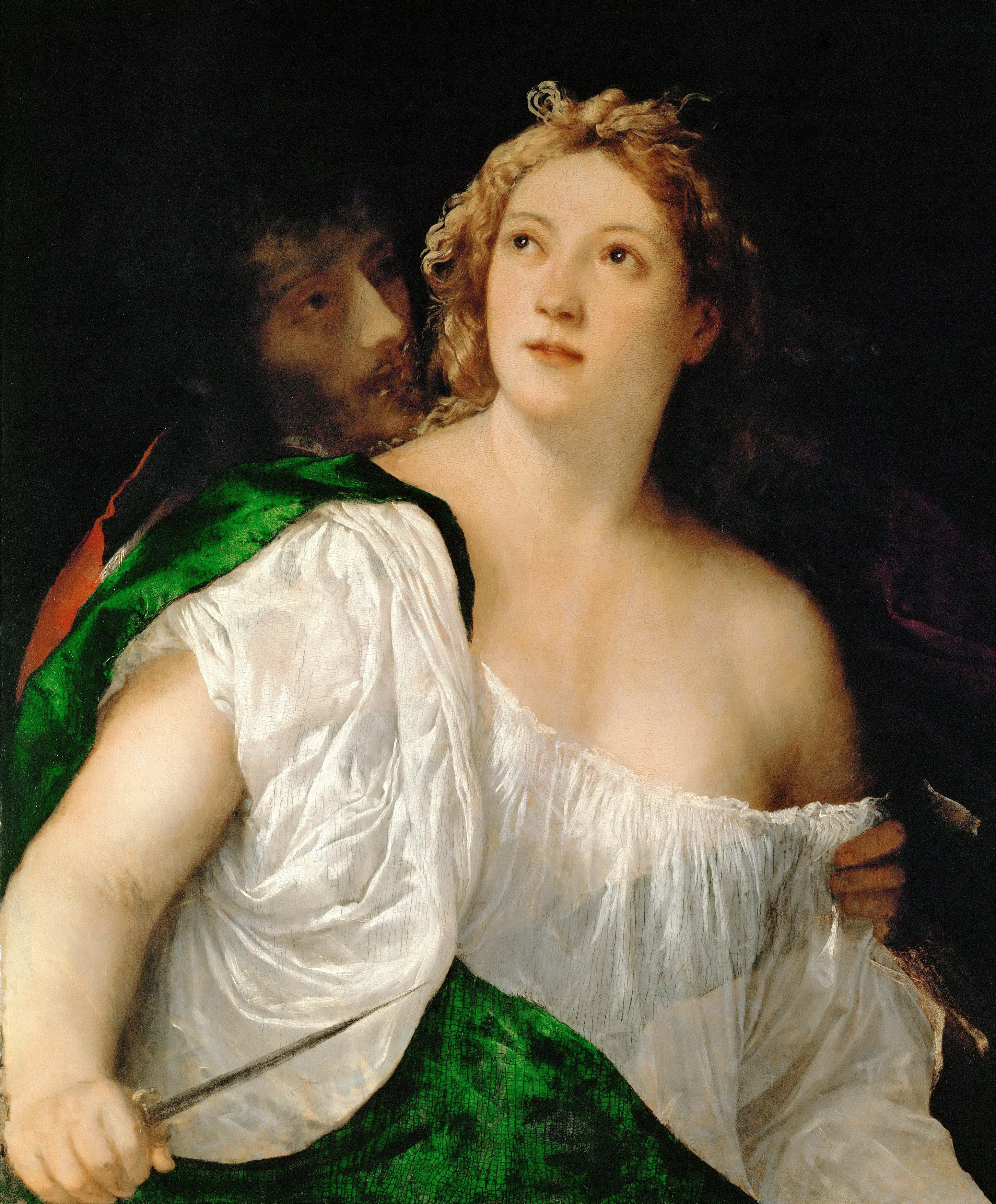
ティツィアーノ・ヴェチェッリオ『ルクレティアと夫』1515年頃 美術史美術館所蔵
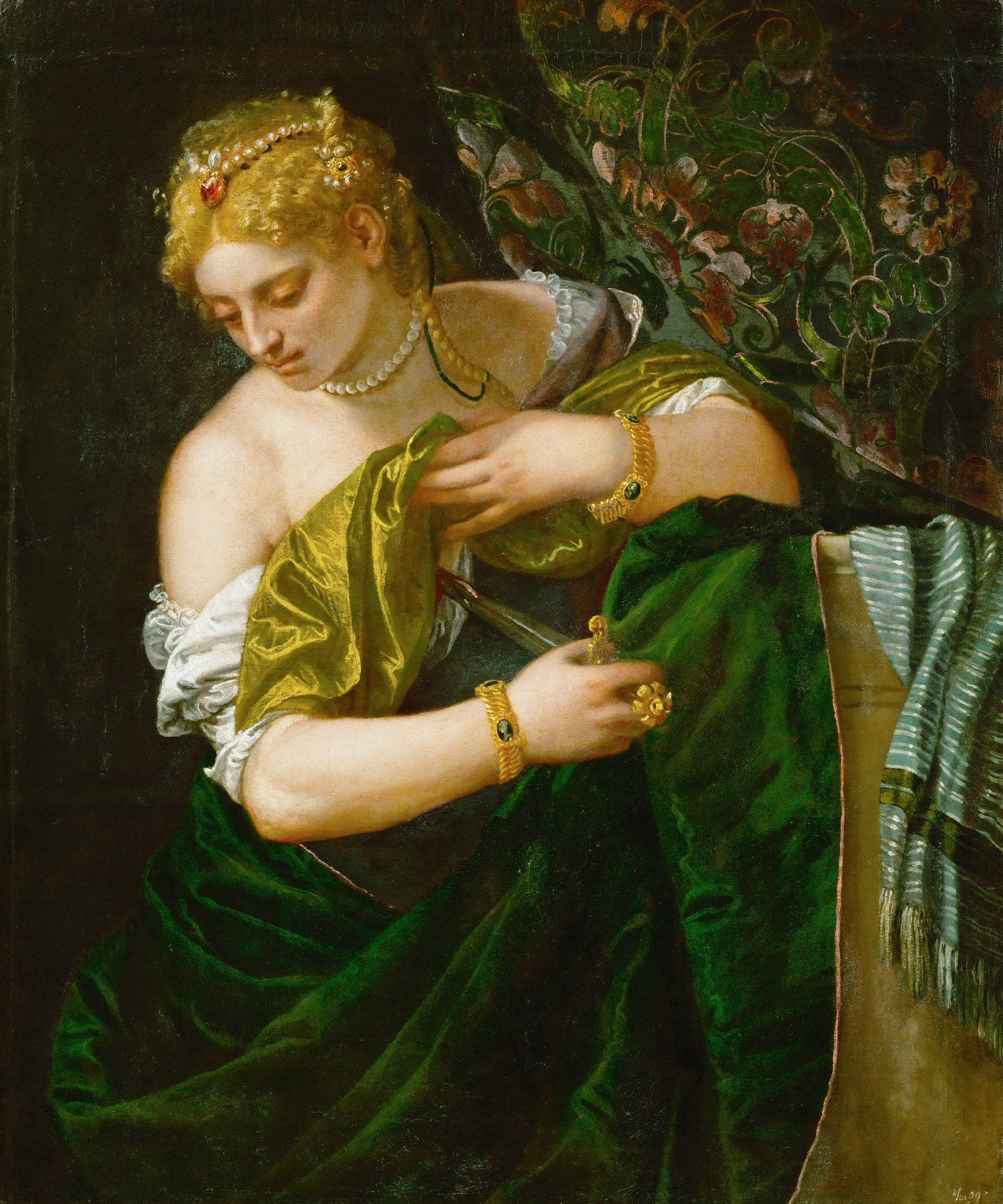
パオロ・ヴェロネーゼ『ルクレティア』1580年-1583年頃 美術史美術館所蔵